# Коттон-Веллі (Луїзіана)
Коттон-Веллі (англ. Cotton Valley) — місто (англ. town) в США, в окрузі Вебстер штату Луїзіана. Населення — 787 осіб (2020).

## Географія
Коттон-Веллі розташований за координатами 32°48′48″ пн. ш. 93°25′23″ зх. д. / 32.81333° пн. ш. 93.42306° зх. д. (32.813400, -93.423119).  За даними Бюро перепису населення США в 2010 році місто мало площу 6,85 км², з яких 6,82 км² — суходіл та 0,03 км² — водойми.

## Демографія
Згідно з переписом 2010 року, у місті мешкало 1009 осіб у 411 домогосподарстві у складі 275 родин. Густота населення становила 147 осіб/км².  Було 530 помешкань (77/км²).
Расовий склад населення:
| - 53,2 % — білих - 44,7 % — чорних або афроамериканців - 0,2 % — корінних американців - 0,1 % — азіатів |

До двох чи більше рас належало 1,2 %. Частка іспаномовних становила 0,9 % від усіх жителів.
За віковим діапазоном населення розподілялося таким чином: 27,4 % — особи молодші 18 років, 58,1 % — особи у віці 18—64 років, 14,5 % — особи у віці 65 років та старші. Медіана віку мешканця становила 37,1 року. На 100 осіб жіночої статі у місті припадало 89,0 чоловіків;  на 100 жінок у віці від 18 років та старших — 86,5 чоловіків також старших 18 років.
Середній дохід на одне домашнє господарство  становив 37 008 доларів США (медіана — 32 616), а середній дохід на одну сім'ю — 42 226 доларів (медіана — 33 984). За межею бідності перебувало 35,5 % осіб, у тому числі 69,0 % дітей у віці до 18 років та 19,6 % осіб у віці 65 років та старших.
Цивільне працевлаштоване населення становило 419 осіб. Основні галузі зайнятості: освіта, охорона здоров'я та соціальна допомога — 28,6 %, виробництво — 20,5 %, роздрібна торгівля — 13,1 %, сільське господарство, лісництво, риболовля — 12,6 %.